# Pływanie na Letnich Igrzyskach Olimpijskich 1932 – 1500 m stylem dowolnym mężczyzn
Wyścig na 1500 m stylem dowolnym mężczyzn był jedną z konkurencji pływackich rozgrywanych podczas X Igrzysk Olimpijskich w Los Angeles. Eliminacje odbyły się 11 sierpnia, półfinały 12 sierpnia, a finał 13 sierpnia 1932 roku.
Mistrzem olimpijskim został 14-letni Japończyk Kusuo Kitamura, który w finale wyprzedził swojego rodaka Shozo Makino i poprawił jego rekord olimpijski z półfinałów, uzyskując czas 19:12,4. Brązowy medal zdobył Stany Zjednoczone Jim Cristy, dopłynąwszy na metę ponad 15 sekund później niż Makino. 
W trakcie tej konkurencji rekord olimpijski był ustanawiany trzykrotnie i łącznie został poprawiony o prawie 40 sekund, w porównaniu z najlepszym wynikiem sprzed czterech lat.

## Rekordy
Przed zawodami rekord świata i rekord olimpijski wyglądały następująco:
| Rekord            | Zawodnik  | Czas    | Miejsce   | Data            |       |
| ----------------- | --------- | ------- | --------- | --------------- | ----- |
| Rekord świata     | Arne Borg | 19:07,2 | Bolonia   | 2 września 1927 | [ 2 ] |
| Rekord olimpijski | Arne Borg | 19:51,8 | Amsterdam | 6 sierpnia 1928 | [ 3 ] |

W trakcie zawodów ustanowiono następujące rekordy:
| Data        | Etap konkurencji | Zawodnik       | Czas    | Rekord |
| ----------- | ---------------- | -------------- | ------- | ------ |
| 12 sierpnia | półfinał 1       | Kusuo Kitamura | 19:51,6 | OR     |
| 12 sierpnia | półfinał 2       | Shozo Makino   | 19:38,7 | OR     |
| 13 sierpnia | finał            | Kusuo Kitamura | 19:12,4 | OR     |

## Wyniki

### Eliminacje
Do półfinałów zakwalifikowało się dwóch najlepszych pływaków z każdego wyścigu oraz najszybszy z zawodników na trzecich miejscach.
Wyścig 1
| Miejsce | Zawodnik       | Państwo           | Czas    | Uwagi |
| ------- | -------------- | ----------------- | ------- | ----- |
| 1.      | Kusuo Kitamura | Japonia           | 19:55,2 | Q     |
| 2.      | Buster Crabbe  | Stany Zjednoczone | 20:01,0 | Q     |
| 3.      | Jean Taris     | Francja           | 20:01,2 | q     |
| 4.      | Nalin Malik    | Indie Brytyjskie  | 23:52,4 |       |

Wyścig 2
| Miejsce | Zawodnik         | Państwo           | Czas    | Uwagi |
| ------- | ---------------- | ----------------- | ------- | ----- |
| 1.      | Jim Cristy       | Stany Zjednoczone | 19:58,4 | Q     |
| 2.      | Sunao Ishiharada | Japonia           | 20:09,5 | Q     |
| 2.      | Boy Charlton     | Australia         | 20:09,5 | Q     |

Wyścig 3
| Miejsce | Zawodnik          | Państwo           | Czas    | Uwagi |
| ------- | ----------------- | ----------------- | ------- | ----- |
| 1.      | Ralph Flanagan    | Stany Zjednoczone | 20:06,0 | Q     |
| 2.      | Noel Ryan         | Australia         | 20:12,6 | Q     |
| 3.      | Giuseppe Perentin | Włochy            | 21:04,5 |       |
| 4.      | Ignacio Gutiérrez | Meksyk            | 22:39,2 |       |

Wyścig 4
| Miejsce | Zawodnik        | Państwo | Czas    | Uwagi |
| ------- | --------------- | ------- | ------- | ----- |
| 1.      | Shozo Makino    | Japonia | 19:53,3 | Q     |
| 2.      | Paolo Costoli   | Włochy  | 20:48,1 | Q     |
| 3.      | George Burrows  | Kanada  | 22:19,6 |       |
| 4.      | Manuel Villegas | Meksyk  | 23:40,0 |       |

### Półfinały
Kwalifikację do finału uzyskało trzech najlepszych pływaków z każdego półfinału.
Półfinał 1
| Miejsce | Zawodnik         | Państwo           | Czas    | Uwagi |
| ------- | ---------------- | ----------------- | ------- | ----- |
| 1.      | Kusuo Kitamura   | Japonia           | 19:51,6 | Q,    |
| 2.      | Jean Taris       | Francja           | 20:04,2 | Q     |
| 3.      | Jim Cristy       | Stany Zjednoczone | 20:06,9 | Q     |
| 4.      | Sunao Ishiharada | Japonia           | 20:31,2 |       |
| 5.      | Paolo Costoli    | Włochy            | 20:58,7 |       |

Półfinał 2
| Miejsce | Zawodnik       | Państwo           | Czas    | Uwagi |
| ------- | -------------- | ----------------- | ------- | ----- |
| 1.      | Shozo Makino   | Japonia           | 19:38,7 | Q,    |
| 2.      | Buster Crabbe  | Stany Zjednoczone | 19:51,8 | Q     |
| 3.      | Noel Ryan      | Australia         | 19:52,5 | Q     |
| 4.      | Boy Charlton   | Australia         | 19:53,1 |       |
| 5.      | Ralph Flanagan | Stany Zjednoczone | 20:03,7 |       |

### Finał
| Miejsce | Zawodnik       | Państwo           | Czas    | Uwagi |
| ------- | -------------- | ----------------- | ------- | ----- |
| 1.      | Kusuo Kitamura | Japonia           | 19:12,4 | OR    |
| 2.      | Shozo Makino   | Japonia           | 19:14,1 |       |
| 3.      | Jim Cristy     | Stany Zjednoczone | 19:39,5 |       |
| 4.      | Noel Ryan      | Australia         | 19:45,1 |       |
| 5.      | Buster Crabbe  | Stany Zjednoczone | 20:02,7 |       |
| 6.      | Jean Taris     | Francja           | 20:09,7 |       |